# Isaäc Dignus Fransen van de Putte
Isaäc Dignus Fransen van de Putte (Goes, 22 maart 1822 - Den Haag, 3 maart 1902) was een Nederlands liberaal politicus. Tweemaal was hij minister van Koloniën. Hij had de facto de leiding over een kabinet dat in 1866 enkele maanden regeerde, het kabinet-Fransen van de Putte. 

## Biografie
Hij was de zoon van Eerste Kamerlid Jan Fransen van de Putte, tevens een rijk grondeigenaar en bankier. 
Fransen van de Putte volgde van 1 oktober 1835 een opleiding tot officier aan het Instituut voor de Marine te Medemblik. Op 31 januari 1838 werd hij er weggestuurd nadat hij de schuld op zich nam van het door een student gooien van een vissenkom waarbij een onderofficier gewond raakte. Vervolgens voer hij tien jaar bij de koopvaardij op schepen van de Rotterdamse reder Anthony van Hoboken, waar hij opklom tot stuurman.
In mei werd hij administrateur bij de suikerplantage Panji te Besuki op Java. Hij bleef in die betrekking totdat hij per 1 januari 1851 de plantage pachtte. Een jaar later werd hij er zelfs eigenaar van. In 1862 verkocht hij de plantage aan zijn broer André. Van 1855 tot aan zijn vertrek naar Nederland was hij ook nog mede-eigenaar van een tabaksplantage in Bondowoso, eveneens op Java.
Per 24 april 1862 werd hij voor het kiesdistrict Rotterdam lid van de Tweede Kamer. Op 2 februari 1863 verruilde hij die functie voor die van minister van Koloniën. De gedachte van het feitelijke hoofd van dit kabinet, Johan Rudolph Thorbecke, was dat Fransen van de Putte een gematigde toon zou aanslaan, zoals hij dat al in de Tweede Kamer had gedaan bij de besprekingen over het Nederlands-Indische Cultuurstelsel. Het tegendeel bleek waar.  
Op zijn initiatief werden de gedwongen werkzaamheden voor inlanders in de gouvernementsbossen op Java afgeschaft, evenals het met de rotan uitdelen van lijfstraffen. Tevens werd het verboden om nog langer contractafspraken te maken met desahoofden.
Eind 1865 kwam Fransen van de Putte in conflict met Thorbecke over een voorstel voor een wetboek van strafrecht voor Europeanen die in Nederlands-Indië verbleven. Fransen van de Putte wilde dit voorstel met een koninklijk besluit geldig laten verklaren. Thorbecke daarentegen wilde het per wet laten regelen en dus in de Eerste en Tweede Kamers in stemming laten brengen. In het laatste geval waren aanpassingen nog mogelijk. Fransen van de Putte hield echter voet bij stuk. Toen een meerderheid van de ministerraad hem steunde, trad Thorbecke begin 1866 als minister af. Minister Nicolaas Olivier van Justitie, een vriend van Thorbecke, trad daarop eveneens af. 
Fransen van de Putte kreeg van koning Willem III de opdracht twee vervangers te zoeken. Na 97 dagen viel het kabinet-Fransen van de Putte, door toedoen van Thorbecke, over de grondpolitiek in Nederlands-Indië dat de afschaffing zou hebben betekend van het Cultuurstelsel. De inlanders zouden bij aanneming van de wet vrij zijn van arbeid en de mogelijkheid krijgen om het tot dan toe gemeenschappelijke grondbezit van een desa in privébezit te krijgen. Thorbecke en diverse andere liberalen verzetten zich daar met succes tegen. Op 1 juli dat jaar werd Fransen van de Putte door de koning ontslag verleend als minister van Koloniën.
Hij was voor het kiesdistrict Rotterdam opnieuw lid van de Tweede Kamer van 19 september 1866 tot en met 6 juli 1872, behalve van 2 oktober 1866 tot en met 18 november 1866 en van 4 januari 1868 tot en met 24 februari 1868. 
Op 6 juli 1872 nam Fransen van de Putte als minister van Koloniën plaats in het liberale kabinet-De Vries-Fransen van de Putte. Samen met minister van Buitenlandse Zaken Louis Gericke van Herwijnen kwam hij met het Verenigd Koninkrijk tot overeenstemming om de Nederlandse bezittingen aan de kust van Guinea aan het Verenigd Koninkrijk af te staan. In plaats daarvan kreeg Nederland van het Verenigd Koninkrijk de vrije hand op heel Sumatra. Met dit verdrag werd voor Nederland de weg vrijgemaakt om in Atjeh oorlog te gaan voeren. Toen het kabinet terugtrad naar aanleiding van de door Nederland verloren Eerste Atjehexpeditie werd hem op 27 augustus 1874 opnieuw ontslag verleend. Tegelijkertijd was hij van 18 december 1873 tot en met 16 mei 1874 minister van Marine ad interim.
Hij trachtte als feitelijke eerste minister tevergeefs te bemiddelen in het conflict tussen koning Willem III en diens oudste zoon Wiwill. Deze kwestie voorkwam zelfs dat Fransen van der Putte in 1877 nogmaals optrad in het kabinet-Kappeyne van de Coppello. Hij had namelijk als voorwaarde gesteld dat het te vormen ministerie zich tegenover de koning zou uitspreken vóór een huwelijk van de kroonprins met Mathilde gravin van Limburg Stirum. De formateur wilde zover niet gaan.
Van 21 september 1880 tot aan zijn overlijden was hij lid van de Eerste Kamer, met uitzondering van de perioden 12 oktober 1884 - 16 november 1884 en 18 augustus 1887 - 18 september 1887. Als Eerste Kamerlid speelde hij nog een vooraanstaande rol.

## Privé
Hij trouwde op 28 maart 1850 in Delft met Lucie Henriëtte Cornets de Groot. Ze kregen drie dochters en een zoon. Zijn echtgenote was een nicht van voormalig minister van Koloniën Jean Pierre Cornets de Groot van Kraaijenburg. Twee van hun dochters trouwden respectievelijk met een zoon van minister Jacob George Hieronymus van Tets van Goudriaan en met een van minister en vicepresident van de Raad van State Gerlach Cornelis Joannes van Reenen. Hij werd begraven op de begraafplaats Oud Eik en Duinen in Den Haag.